# Graciela Gelmini
Graciela Beatriz Gelmini es física teórica argentina especializada en física de astropartículas. Es profesora en la Universidad de California, Los Ángeles (UCLA), y se convirtió en miembro de la Sociedad Estadounidense de Física en 2004.

## Primeros años y carrera
Graciela Gelmini nació en Argentina, donde estudió y se doctoró en el año 1981 en la Universidad Nacional de La Plata. Sus directores de tesis fueron Roberto Peccei y Carlos A. García Canal.
Después de graduarse, Gelmini trabajó en la Universidad Ludwig Maximilian de Munich en Alemania. Luego, en el año 1982  se trasladó al Centro Internacional de Física Teórica ubicado en Italia. Durante este tiempo, trabajó en el CERN en Suiza. Gelmini también estuvo afiliada, entre los años 1986 y 1988, al Laboratorio de Física Lyman de la Universidad de Harvard y al Instituto Enrico Fermi de la Universidad de Chicago .
En noviembre de 1989, Graciela Gelmini se unió Universidad de California en Los Ángeles como miembro del cuerpo docente y ha estado allí desde entonces.

## Contribuciones científicas
En noviembre de 2007, Gelmini formó parte de un equipo que analizó datos del Observatorio Pierre Auger en Argentina y descubrió partículas de alta energía que llegaron a la Tierra desde agujeros negros cercanos.

## Publicaciones
- Gelmini, G. B.; Roncadelli, M. (1981). «Left-handed neutrino mass scale and spontaneously broken lepton number». Physics Letters B (en inglés) 99 (5): 411-415. Bibcode:1981PhLB...99..411G. ISSN 0370-2693. doi:10.1016/0370-2693(81)90559-1.
- Gelmini, Graciela B. (2015), «The Hunt for Dark Matter», Journeys Through the Precision Frontier: Amplitudes for Colliders (WORLD SCIENTIFIC): 559-616, ISBN 978-981-4678-75-9, doi:10.1142/9789814678766_0012.